# 梅纳赫姆·门德尔·什内尔松
梅纳赫姆·门德尔·什内尔松（英語：Menachem Mendel Schneerson，1902年4月5日—1994年6月12日），美国正统犹太教拉比，第七代哈巴德拉比，是20世纪最有影响力的犹太领导人之一。
什内尔松生于俄罗斯帝国赫尔松省。在他在世期间，他的不少追随者认为他是弥赛亚。他在犹太教内部与埃拉扎尔·沙赫有冲突。1978年，美国国会把他的生日定位美国的教育分享日。1994年他被美国追授国会金质奖章。